# Pristan' Przheval'sk
Pristan' Przheval'sk (ryska: Pristan’ Przheval’sk, Пристань Пржевальск) är en ort i Kirgizistan. Den ligger i oblastet Ysyk-Köl Oblusu, i den östra delen av landet, 300 km öster om huvudstaden Bisjkek. Pristan' Przheval'sk ligger 1 615 meter över havet och antalet invånare är 2 917.
Terrängen runt Pristan' Przheval'sk är huvudsakligen en högslätt. Pristan' Przheval'sk ligger nere i en dal. Runt Pristan' Przheval'sk är det mycket glesbefolkat, med 5 invånare per kvadratkilometer. Närmaste större samhälle är Karakol, 11,5 km sydost om Pristan' Przheval'sk. Trakten runt Pristan' Przheval'sk består i huvudsak av gräsmarker.